# Jura Sud Foot
Jura Sud Foot là một câu lạc bộ bóng đá Pháp có trụ sở tại Lavans-lès-Saint-Claude, Pháp. Họ chơi ở Stade Municipal de Moirans ở Lavans-lès-Saint-Claude. Câu lạc bộ được thành lập vào năm 1991.

## Lịch sử
- Câu lạc bộ được thành lập vào năm 1991 bởi sự hợp nhất của ba câu lạc bộ: AS Moirans-en-Montagne (thành lập năm 1920), CS Molinges / Chassal (1940) và Hiệp định Lavans-lès-Saint-Claude / Saint-Lupicin (1985).
- Sáp nhập mới năm 2009 với St Claude Val Biel

Jura Sud lọt vào 1/16 trận chung kết 1998-99 Coupe de France và 2014-15 Coupe de France.